# اكتئاب ذهاني
الاكتئاب الذهاني (Psychotic Depression) هو نوع فرعي من الاكتئاب، ينتمي إلى مجموعة تعرف باسم مجموعة اضطرابات الحالات المزاجية التي تشمل عددا من الاضطرابات التي تظهر فيها أعراض الاكتئاب. الاكتئاب الذهاني ينطوي على مزيج من أعراض الاكتئاب الرئيسية السريرية، مع أعراض الذهان ويصيب 15% - 19% ممن يعانون من الاكتئاب الرئيسي. كذلك، تحدث هذه الظاهرة في حالات نادرة جدا في اكتئاب ما بعد الولادة (لدى 1% من الحالات). الاكتئاب الذهاني يزداد عادة عندما تظهر أعراض الاكتئاب بمستوى حاد جدا، وخصوصا في الحالات التي ينشا فيها خطر الانتحار، التوهم أو مخاوف أخرى والضعف الإدراكي.

## خصائص هذا الاضطراب
الاكتئاب الذهاني يشمل أعراض الاكتئاب السريري، مثل الحزن، اليأس، عدم المبالاة وعدم المبادرة. إلى جانب ذلك، تظهر أعراض ذهانية مع نوبات ذهانية بمستوى متغير. الأعراض الذهانية التي تظهر كجزء من الاكتئاب الذهاني، تنقسم إلى نوعين. النوع الأول يشمل أعراضا ذهانية تطابق الصفات الاكتئابية. على سبيل المثال، الخرس (فقدان القدرة على الكلام)، الإهمال الذاتي الشديد، وانواع الوهم التي تتطابق مع شعور الحزن والياس. على سبيل المثال، أفكار حول صوت يقول للشخص انه عديم القيمة. النوع الثاني، يشمل أعراضا ذهانية تناقض الأعراض الاكتئابية. هكذا، على سبيل المثال، قد يشعر الشخص بالاكتئاب، ويكون لديه في نفس الوقت شعور بالعظمة، والشعور بان لديه معرفة واسعة وقوة مفرطة.

## التشخيص والعلاج
الاكتئاب الذهاني قد يشكل تحديا للعلاج حيث أن أحد هذه التحديات الرئيسية هو تشخيص هذه الظاهرة، بكل ما يتعلق بالقدرة على التمييز بين الاكتئاب الذهاني وحالات الفصام على أنواعها. على سبيل المثال، عندما يتعلق الأمر بالاكتئاب الذهاني الذي يشمل الأعراض الاكتئابية التي تتطابق مع الأعراض الذهانية، فان الصورة السريرية لمرض انفصام الشخصية تكون مشابهة جدا. كذلك، في كثير من الحالات تكون الأعراض الذهانية طفيفة أو مخفية. التشخيص السليم هو في غاية الأهمية، لانه يحدد العلاج وكذلك احتمالات الشفاء. وثمة تحد آخر يرتبط بنوعية العلاج. علاج الاكتئاب الذهاني يعتمد على دمج الادوية المضادة للذهان مع الادوية المضادة للاكتئاب التي تعطى ضمن التشاور مع اخصائي الأمراض النفسية. أحيانا، يتم أيضا دمج العلاج بالصدمات الكهربائية (ECT) أو أي علاج نفسي.
ومع ذلك، فقد تبين أكثر من مرة ان الأعراض لا تستجيب للعلاج، وانه في كثير من الحالات يحدث تحسن مؤقت يتبعه تفاقم للحالة. ونظرا لصعوبة التشخيص والعلاج، مع وجود خطر الانتحار، يكون من الضروري في كثير من الحالات ادخال الشخص إلى مستشفى العلاج النفسي لفترات متغيرة. كذلك، هنالك حالات أخرى تتطلب التدخل العلاجي السريع، وخاصة حالات الاكتئاب الذهاني التي تظهر ضمن اكتئاب ما بعد الولادة. العلاج في هذه الحالات مصيري ليس فقط بسبب القلق للام، وانما لنوعية علاقتها مع الطفل وسلامته.
اليوم، هناك من الخبراء من يدعون بان الاكتئاب الذهاني ليس نوعا فرعيا من الاكتئاب الرئيسي، انما هو اضطراب منفصل. وتستند الحجج على الاختلافات العصبية البارزة بين الحالتين. في المقابل، يرى البعض ان هناك صلة بين مجموعتي الاضطرابات، بحيث أنه توجد في الطرف الأول اضطرابات الحالات المزاجية، وفي الطرف الآخر الاضطرابات النفسية.